# あわじ型巡視船
あわじ型巡視船（英語: Awaji-class patrol vessel）は、海上保安庁が運用していた巡視船の船級。分類上はPM型、公称船型は450トン型。

## 来歴
1948年5月1日、連合国軍占領下の日本において洋上警備・救難および交通の維持を担当する文民組織として海上保安庁が設立された。設立当初の海上保安庁が有する船艇は、いずれも第二次世界大戦の生き残りや戦時中に急造されたものであり、戦後の整備不十分もあり、業務遂行上の態勢が整っているとは言いがたい状況だった。
このことから、創設翌年の昭和24年（1949年）度で約6億円の予算が認められて、海上保安庁は初めて新造船艇を建造することになった。1949年4月、造船所17社の技術者を中心として、海上保安庁船舶設計審議会が発足し、国内造船所の全面協力のもと、船艇に関する検討が開始された。計画に盛り込まれた船艇のうち、450トン型については、造船所7社が独自の試案を分担設計したが、審議会での修正調整の結果、石川島重工業の案を基本とした設計が採択された。

## 設計
当初は独自の設計を予定して、具体的な検討まで行なわれていたにもかかわらず、連合国軍最高司令官総司令部（GHQ/SCAP）からの指示により、アメリカ沿岸警備隊の保有船艇をベースとするよう変更され、大きな混乱を招いた。結局、セティス級カッター（165フィート(B)型WPC）をベースとした設計が採用され、船型は平甲板型、主要船体構造は鋲接、艤装は木製家具を用いた商船式であった。ただし竣工後、排水量が計画値を30トン超過し、乾舷の減少から復原性能に改善の余地を残す結果となった。
海保第一世代の新造巡視船の特徴として、警備・救難業務だけでなく、水路および航路標識業務にも従事できる汎用型として設計された点がある。これはGHQ/SCAPからの要望に基づくものであり、本型でも後部に3トン・デリックと物資30トンを収容できる船倉を備えていたが、これらは実際には使われることがなく、まもなく全廃された。これに伴い居住関係に大規模な改造が施された。
主機としては、当時数少ない中速ディーゼルエンジンの中から、製作実績が多く、安定しているとみられる機種が採用された。電源としては、直流225ボルト・出力60キロワットの主発電機を2基、また直流225ボルト・出力30キロワットの副発電機1基を備えていた。
なお建造当時、極東委員会の意向を受けたGHQ/SCAP民政局の指示によって、海上保安庁の巡視船は排水量1,500トン以下、最大速力15ノット以下、兵装は小火器のみに制限されており、これは本型にも適用されていた。このため本型は非武装で就役したが、その後制限が緩和され、昭和28年度以降兵装の供与を受けたことから、順次に3インチ単装緩射砲と20mm単装機銃各1基を搭載した。なお搭載艇としては内火艇を予定したが、結局はカッター2隻に変更され、昭和27年度に救命艇に搭載換えとなった。

## 同型船

### 一覧表
| 計画年度   | #     | 船名   | 造船所       | 竣工          | 解役           |
| ---------- | ----- | ------ | ------------ | ------------- | -------------- |
| 昭和24年度 | PM-01 | あわじ | 西日本重工業 | 1950年3月13日 | 1972年12月7日  |
| 昭和24年度 | PM-02 | みやけ | 名古屋造船   | 1950年3月31日 | 1972年12月14日 |
| 昭和24年度 | PM-03 | さど   | 函館船渠     | 1950年6月10日 | 1974年1月12日  |

### 運用史
本型3隻は、記念すべき新造巡視船の第一着として、海上保安庁の英語名（Maritime Safety Agency）の頭3文字を採った船名が命名された。ただし本型の建造は昭和24年度計画の3隻で終了し、昭和25年度本計画および同年度第一次追加建造分での建造分は、警備救難業務を優先するように設計を改訂したれぶん型に移行した。
1970年代に入って、まず2隻が昭和47年度計画のくなしり型（改3-350トン型）に、続いて3番船も昭和49年度計画のびほろ型（改4-350トン型）によって更新されて、運用を終了した。